# Oberliga Sud-Ouest
L’Oberliga Sud-Ouest (en allemand : Oberliga Südwest) est une ligue allemande de football organisée entre 1947 et 1963. Cette compétition a la valeur d’une Division 1 puisque annuellement son vainqueur et son vice-champion disputent le titre national lors d’une phase finale regroupant les qualifiés des quatre autres Oberligen.
L’Oberliga Sud-Ouest est créée lors de la réorganisation des compétitions, peu après la fin de la Seconde Guerre mondiale. Cette ligue succède une ligue ayant été la deuxième compétition à reprendre sur le territoire allemand dès le mois de janvier 1946, la Fussball Oberliga Südwest et ayant connu deux saisons: la Fussball Oberliga Südwest 1945-1946 et la Fussball Oberliga Südwest 1946-1947. La première compétition à reprendre (hors Berlin) est la Fussball Oberliga Süd 1945-1946.
Elle concerne les clubs situés en Rhénanie-Palatinat et dans la Sarre, donc ceux affiliés à la Fussball-Regional-Verband Südwest (FRVS). 
Cependant entre 1945 et 1950, la mise en place et l'organisation de cette Oberliga subit l’influence des évolutions politiques et diplomatiques, liées à la situation particulière de l'immédiat après-guerre.

## Zone d’occupation française

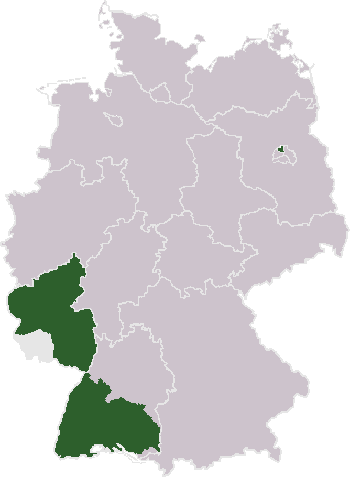
Zone d’occupation française en Allemagne de 1945 à 1955.

L’Oberliga Sud-Ouest concerne initialement la Zone d’Occupation Française. Les clubs concernés sont ceux de la Rhénanie-Palatinat, de la  Sarre mais aussi de ceux de la partie Sud du Bade-Wurtemberg.
La ligue est organisée en deux groupes (Nord et Sud). Au terme de la saison 1949-1950, les clubs du groupe Sud (ceux de la partie méridionale du Bade-Wurtemberg ou "Württemberg-Hohenzollern") sont reversés dans l’Oberliga Süd où jouaient déjà les clubs de la partie Nord du Bade-Wurtemberg.
Au total ce sont 17 clubs différents qui prennent part à l’Oberliga Südwest, avant d’être reversés dans l’Oberliga Sud.

### Cas particulier de la Sarre
Entre 1947 et 1951, les clubs sarrois sont rattachés à la Fédération française de football en raison du statut particulier de leur région. Le 1. FC Saarbrücken reste une saison avec les équipes de la Division 2 française, puis demande son affiliation à la FFF mais elle lui est refusée par les clubs professionnels français.
La Sarre est incluse dans la zone d'occupation française en 1945. Des élections libres des conseils municipaux se déroulent le 15 septembre 1946 (la formation de partis politiques avaient été autorisée par les autorités militaires françaises). Le 15 décembre 1947, les conseillers adoptent une constitution sarroise et ainsi la région devient de droit un véritable État doté d’une souveraineté propre, mais amené à se rapprocher des intérêts français. L'indépendance du territoire sarrois est de suite reconnue par les instances internationales. La FIFA accepte l'adhésion de la Sarre, en tant que nation indépendante, et lui permet de s'inscrire pour la Coupe du monde. L'équipe de Sarre affronte notamment en 1953 l'équipe nationale d'Allemagne dans le cadre des qualifications pour la Coupe du monde 1954. De la même façon, la Sarre participe aux Jeux Olympiques de 1952. Cette situation entraîne des désaccords et de longues tractations diplomatiques entre la France et la nouvelle République fédérale d’Allemagne. Les Accords de Paris, du 23 octobre 1954, mettent fin à l’occupation française de la Sarre et proposent de la doter d’un « statut européen ». Par référendum, le 23 octobre 1955, la population sarroise rejette ce nouveau statut par 67,7 % des voix. Finalement, le Traité sur la Sarre, signé par la France et la RFA, le 27 octobre 1956 concrétisèrent le rattachement politique définitif de la Sarre à la République Fédérale d'Allemagne, à partir du 1er janvier 1957.

### 1. FCK-liga
L’Oberliga Sud-Ouest fut dominée par le 1. FC Kaiserslautern qui remporta 10 des 16 championnats organisés entre 1947 et 1963. Les six titres restant fut conquis par le FK Pirmasens (3), le 1. FC Saarbrücken (2) et le Borussia Neunkirchen.
Lors de la création de la Bundesliga en 1963, l’Oberliga Sud-Ouest disparut. Trois de ses clubs entrèrent parmi la nouvelle élite: le 1. FC Kaiserslautern, le Borussia Neunkirchen et le 1. FC Saarbrücken. Le choix de ce dernier fit grincer des dents et fut considéré comme du favoritisme. (voir l'article: Histoire du football allemand (Création de la Bundesliga)).
Les autres équipes rejoignirent une série nouvellement créée: la "Regionalliga Sud-Ouest".

## 2. Oberliga Südwest
En 1951, fut instaurée la 2. Oberliga Südwest. Un principe de montée/descente fut appliqué entre l'Oberliga et la 2. Oberliga.

## Fondateurs de l’Oberliga Sud-Ouest (1947-1963)
Ci-dessous, les 26 clubs fondateurs de l’Oberliga Sud-Ouest, listés par ordre alphabétique de leur localité.
Au terme de la saison 1948-1949, certains clubs de cette série modifièrent leur appellation, le plus souvent pour reprendre leur ancienne dénomination. Entre parenthèses, le nom porté après 1949:

### Groupe Nord
- SpVgg Andernach
- SG Gonsenheim (SV Gonsenheim)
- 1. FC Kaiserslautern
- FSV Kürenz
- SV Phönix 03 Ludwigshafen
- FSV Mainz 05
- TuS Neuendorf
- Borussia Neunkirchen
- VfL Neustadt
- FK Pirmasens
- 1. FC Saarbrücken
- Saar 05 Saarbrücken
- SuS Völklingen (SV Völkligen 06)
- VfR Wormatia Worms 08

NOTE: De la fin de la saison 1947-1948 jusqu’à 1951 les clubs sarrois suivants émargèrent jouèrent dans une ligue sarroise indépendante:  qui reçut le nom d'Ehrenliga: Borussia Neunkirchen, 1. FC Saarbrücken, Saar 05 Saarbrücken et SuS Völklingen.

### Groupe Sud
Au terme de la saison 1948-1949, plusieurs clubs de cette série modifièrent leur appellation, le plus souvent pour reprendre leur ancienne dénomination. Entre parenthèses, le nom porté après 1949:
- Fortuna Rastatt (FC Rastatt 04)
- SpVgg Offenburg (Offenburger FV)
- Eintracht Singen (FC Singen 04)
- VfL Konstanz
- Fortuna Freiburg (Freibuger FC 04)
- VfL Schwenningen (SC Schwenningen et VfR Schwenningen)
- SSV Reutlingen 05
- SG Friedrichshafen (VfB Friedrichshafen)
- VfL Freiburg (SC Freiburg et Freiburger TS)
- SV Biberach (TG Biberach)
- SpVgg Trossingen
- SV Laupheim

## Classements dans l’Oberliga Sud-Ouest (1947-1963)
- Groupe Nord

| Clubs                         | 1948 | 1949 | 1950 | 1951 | 1952 | 1953 | 1954 | 1955 | 1956 | 1957 | 1958 | 1959 | 1960 | 1961 | 1962 | 1963 |
| ----------------------------- | ---- | ---- | ---- | ---- | ---- | ---- | ---- | ---- | ---- | ---- | ---- | ---- | ---- | ---- | ---- | ---- |
| 1. FC Kaiserslautern          | N1   | N1   | N1   | 1    | 3    | 1    | 1    | 1    | 1    | 1    | 2    | 3    | 5    | 4    | 4    | 1    |
| FK 03 Pirmasens               | N7   | N4   | N4   | 3    | 5    | 7    | 2    | 5    | 4    | 8    | 1    | 1    | 1    | 3    | 2    | 3    |
| VfR Wormatia Worms            | N5   | N2   | N2   | 2    | 4    | 4    | 11   | 2    | 11   | 9    | 5    | 14   | 7    | 7    | 5    | 4    |
| 1. FSV Mainz 05               | N8   | N8   | N11  | 12   | 10   | 8    | 7    | 14   | 10   | 10   | 6    | 11   | 12   | 5    | 10   | 12   |
| TuS Neuendorf                 | N3   | N3   | N3   | 5    | 2    | 2    | 3    | 4    | 2    | 6    | 11   | 15   |      | 11   | 12   | 10   |
| SV Phönix 03 Ludwigshafen 1   | N10  | N6   | N5   | 4    | 8    | 12   | 6    | 6    | 7    | 4    | 4    | 5    | 4    | 10   | 16   |      |
| SV Eintracht Trier 05         |      | N7   | N12  | 6    | 6    | 13   | 10   | 11   | 12   | 12   | 14   | 8    | 14   | 13   | 15   |      |
| 1. FC Saarbrücken             | N2   |      |      |      | 1    | 3    | 5    | 3    | 3    | 2    | 8    | 4    | 3    | 1    | 3    | 5    |
| Borussia Neunkirchen          | N4   |      |      |      | 7    | 6    | 8    | 10   | 6    | 5    | 3    | 2    | 2    | 2    | 1    | 2    |
| SV Saar 05 Saarbrücken        | N9   |      |      |      |      | 9    | 4    | 9    | 9    | 7    | 9    | 9    | 9    | 8    | 9    | 9    |
| VfR Kaiserslautern            |      |      | N9   | 9    | 12   | 11   | 14   | 12   | 13   | 13   | 15   |      | 15   |      | 13   | 13   |
| TuRa 1882 Ludwigshafen 1      |      |      |      | 10   | 9    | 5    | 12   | 7    | 16   |      | 10   | 13   | 8    | 9    | 6    | 8    |
| SG Eintracht 02 Bad Kreuznach |      |      |      | 11   | 15   |      |      | 13   | 8    | 11   | 7    | 10   | 13   | 12   | 12   | 15   |
| VfR Frankenthal               |      |      |      |      | 13 2 |      | 9    | 8    | 5    | 3    | 12   | 7    | 11   | 15   |      | 11   |
| FV Speyer                     |      |      |      |      |      | 10   | 13   | 15   | 14   | 13   | 12   | 16   |      |      |      |      |
| Sportfreunde 05 Saarbrücken   |      |      |      |      |      |      |      | 16   |      | 16   |      | 6    | 10   | 6    | 8    | 6    |
| SpVgg Andernach               | N14  | N11  | N8   | 14   |      |      |      |      | 14   | 15   |      |      |      |      |      |      |
| VfL Neustadt                  | N6   | N6   | N7   | 8    | 14   |      |      |      |      |      |      |      |      |      |      |      |
| FV Engers 07                  |      |      | N10  | 7    | 11   | 15   |      |      | 15   |      |      |      |      |      |      |      |
| SpVgg Weisenau                |      | N9   | N13  |      | 16   |      |      |      |      |      |      | 16   |      |      |      |      |
| BSC 1914 Oppau                |      | N10  | N14  |      |      |      |      |      |      |      |      |      |      |      | 11   | 14   |
| Ludwigshafener SC 1925        |      |      |      |      |      |      |      |      |      |      |      |      | 6    | 14   | 7    | 7    |
| FSV Kürenz                    | 13   | 12   | N15  |      |      |      |      |      |      |      |      |      |      |      |      |      |
| ASV Landau                    |      |      | N6   | 13   |      |      | 15   |      |      |      |      |      |      |      |      |      |
| VfR Kirn                      |      |      | N16  |      |      | 14   | 16   |      |      |      |      |      |      |      |      |      |
| SG Gonsenheim                 | N11  | N13  |      |      |      |      |      |      |      |      |      |      |      |      |      |      |
| SuS Völklingen                | N12  |      |      |      |      |      |      |      |      |      |      |      |      |      |      |      |
| SV Niederlahnstein            |      |      |      |      |      |      |      |      |      |      |      |      |      | 16   |      | 16   |
| BFV Hassia Bingen             |      |      |      |      |      | 16   |      |      |      |      |      |      |      |      |      |      |
| SV St-Ingbert                 |      |      |      |      |      |      |      |      |      |      | 16   |      |      |      |      |      |

- 1 En fin de saison 1963-1964, le SV Phönix 03 Ludwigshafen et le TuRa 1882 Ludwigshafen fusionnèrent pour former le SV Südwest 1848 Ludwigshafen.
- 2 Le VfR Frankenthal est exclu de la compétition pour faits de corruption.

- Groupe Sud

| Clubs              | 1948 | 1949 | 1950 |
| ------------------ | ---- | ---- | ---- |
| SSV Reutlingen 05  | S7   | S6   | S1   |
| Fortuna Rastatt    | S1   | S5   | S8   |
| SpVgg Offenburg    | S2   | S12  | S11  |
| Fortuna Singen     | S3   | S4   | S4   |
| VfL Konstanz       | S4   | S8   | S5   |
| Fortuna Freiburg   | S5   | S1   | S3   |
| VfL Schwenningen   | S6   | S7   | S13  |
| SG Friedrichshafen | S8   | S10  | S14  |
| VfL Freiburg       | S9   | S9   | S12  |
| SV Biberach        | S10  | S11  |      |
| SV Trossingen      | S11  |      | S15  |
| SV 03 Tübingen     |      | S2   | S2   |
| ASV Villingen      |      | S3   | S9   |
| SV Laupheim        | S12  |      |      |
| FV Kuppenheim      |      |      | S6   |
| FV 07 Ebingen      |      |      | S7   |
| Sportfreunde Lahr  |      |      | S10  |
| SV Hechingen       |      |      | S16  |

Source: f-archiv.de 
Après la saison 1949-1950, les équipes du Groupe Sud furent reversées avec la région Sud, donc concernées par une accession éventuelle à l’Oberliga Süd

## Désignations pour la Bundesliga
L'élection des équipes devant être les fondatrices de la Bundesliga se fit sur base d'une évaluation courant sur les 12 dernières saisons. Mais d'autres critères furent pris en compte...

### Déceptions et critiques
Dans la zone couverte par la Fußball-Regional-Verband Südwest (FRVS), le choix du 1. FC Kaiserslautern n'étonna personne, sauf que le club dut attendre la publication de la liste définitive pour être assuré de faire partie des 16 élus. Dès le 11 janvier 1963, le premier nom officialisé fut celui du 1. FC Saarbrücken. La surprise fut grande car à ce moment déjà, il était pourtant certain que la première place de l’évaluation sur 12 saisons ne pourrait échapper au 1. FC Kaiserslautern.
La polémique s'installa et les réclamations des clubs lésés ne se firent pas attendre. L’élection de Saarbrücken fut vivement critiquée, principalement par le VfB Borussia Neunkirchen et le FK Pirmasens, deux clubs qui dominaient l’Oberliga Südwest lors des saisons récentes. 
Une des thèses les plus souvent défendues, à cette époque et par la suite, fut qu’en tant que membres du comité d’élection, le Président de la Saarländischer Fußballverband, Hermann Neuberger (qui sera élu Président de la DFB en 1975) défendit bec et ongles l’élection pour la Bundesliga, de "son" 1. FC Saarbrücken.
Rien n'y fit, la DFB resta sur ses positions.

### Classement de l'évaluation sur 12 ans
Les clubs dont le nom et le total de points apparaissent en lettres grasses furent élus pour être fondateurs de la Bundesliga.
| Légende                     |                                                                           |
| Candidats                   | Liste des clubs candidats à l’élection pour la Bundesliga                 |
| Saisons                     | Liste des saisons concernées par la période d’évaluation                  |
| Régularité                  | Nombre de saisons passées en Oberliga.                                    |
| Points                      | Total des points accumulés durant la période d’évaluation.                |
| 1.                          | place obtenue en Oberliga pour la saison concernée.                       |
| X3, X4                      | place obtenue en phase finale du championnat lors de la saison concernée. |
| XTP                         | Élimination au Tour préliminaire de la phase finale du championnat        |
| XCh, XVC                    | Champion d’Allemagne de l’Ouest Vice-champion d’Allemagne de l’Ouest      |
| XP, XF                      | Vainqueur de la DFB-Pokal Finaliste de la DFB-Pokal                       |
| {\displaystyle \Downarrow } | se trouvait dans une ligue inférieure à l’Oberliga                        |

| Candidats                   | Saisons                     | Saisons                     | Saisons                     | Saisons | Saisons                     | Saisons | Saisons                     | Saisons | Saisons | Saisons | Saisons | Saisons | Régularité | POINTS |
| Candidats                   | 51/52                       | 52/53                       | 53/54                       | 54/55   | 55/56                       | 56/57   | 57/58                       | 58/59   | 59/60   | 60/61   | 61/62   | 62/63   | Régularité | POINTS |
| --------------------------- | --------------------------- | --------------------------- | --------------------------- | ------- | --------------------------- | ------- | --------------------------- | ------- | ------- | ------- | ------- | ------- | ---------- | ------ |
| 1. FC Kaiserslautern        | 3.                          | 1.Ch                        | 1.VC                        | 1.VC    | 1.3                         | 1.3     | 2.TP                        | 3.      | 5.      | 4.F     | 4.      | 1.      | 12         | 464    |
|                             | 14                          | 44                          | 34                          | 34      | 36                          | 36      | 30                          | 28      | 36      | 49      | 39      | 48      | 36         | 464    |
| 1. FC Saarbrücken           | 1.VC                        | 3.                          | 5.                          | 3.      | 3.                          | 2.4     | 8.                          | 4.      | 3.      | 1.4     | 3.      | 5.      | 12         | 384    |
|                             | 34                          | 14                          | 12                          | 14      | 28                          | 32      | 18                          | 26      | 42      | 50      | 42      | 36      | 36         | 384    |
| FK Pirmasens                | 5.                          | 7.                          | 2.                          | 5.      | 4.                          | 8.      | 1.3                         | 1.3     | 1.4     | 3.      | 2.4     | 3.      | 12         | 382    |
|                             | 12                          | 10                          | 15                          | 12      | 26                          | 18      | 36                          | 36      | 50      | 42      | 47      | 42      | 36         | 382    |
| VfB Borussia Neunkirchen    | 7.                          | 6.                          | 8.                          | 10.     | 6.                          | 5.      | 3.                          | 2.F TP  | 2.3     | 2.TP    | 1.4     | 2.      | 12         | 376    |
|                             | 10                          | 11                          | 9                           | 7       | 22                          | 24      | 28                          | 40      | 49      | 45      | 50      | 45      | 36         | 376    |
| VrR Wormatia Worms 08       | 4.                          | 4.                          | 11.                         | 2.4     | 11.                         | 9.      | 5.                          | 14.     | 7.      | 7.      | 5.      | 4.      | 12         | 278    |
|                             | 13                          | 13                          | 6                           | 17      | 12                          | 16      | 24                          | 6       | 30      | 30      | 36      | 39      | 36         | 278    |
| SV Saar 05 Saarbrücken      | {\displaystyle \Downarrow } | 9.                          | 4.                          | 9.      | 9.                          | 7.      | 9.                          | 9.      | 9.      | 8.      | 9.      | 9.      | 11         | 229    |
|                             | 0                           | 8                           | 13                          | 8       | 16                          | 20      | 16                          | 16      | 24      | 27      | 24      | 24      | 33         | 229    |
| Sportfreunde 05 Saarbrücken | {\displaystyle \Downarrow } | {\displaystyle \Downarrow } | {\displaystyle \Downarrow } | 16.     | {\displaystyle \Downarrow } | 16.     | {\displaystyle \Downarrow } | 6.      | 10.     | 6.      | 8.      | 6.      | 7          | 160    |
|                             | 0                           | 0                           | 0                           | 1       | 0                           | 2       | 0                           | 22      | 21      | 33      | 27      | 33      | 21         | 160    |